# Опора повітряної лінії електропередач

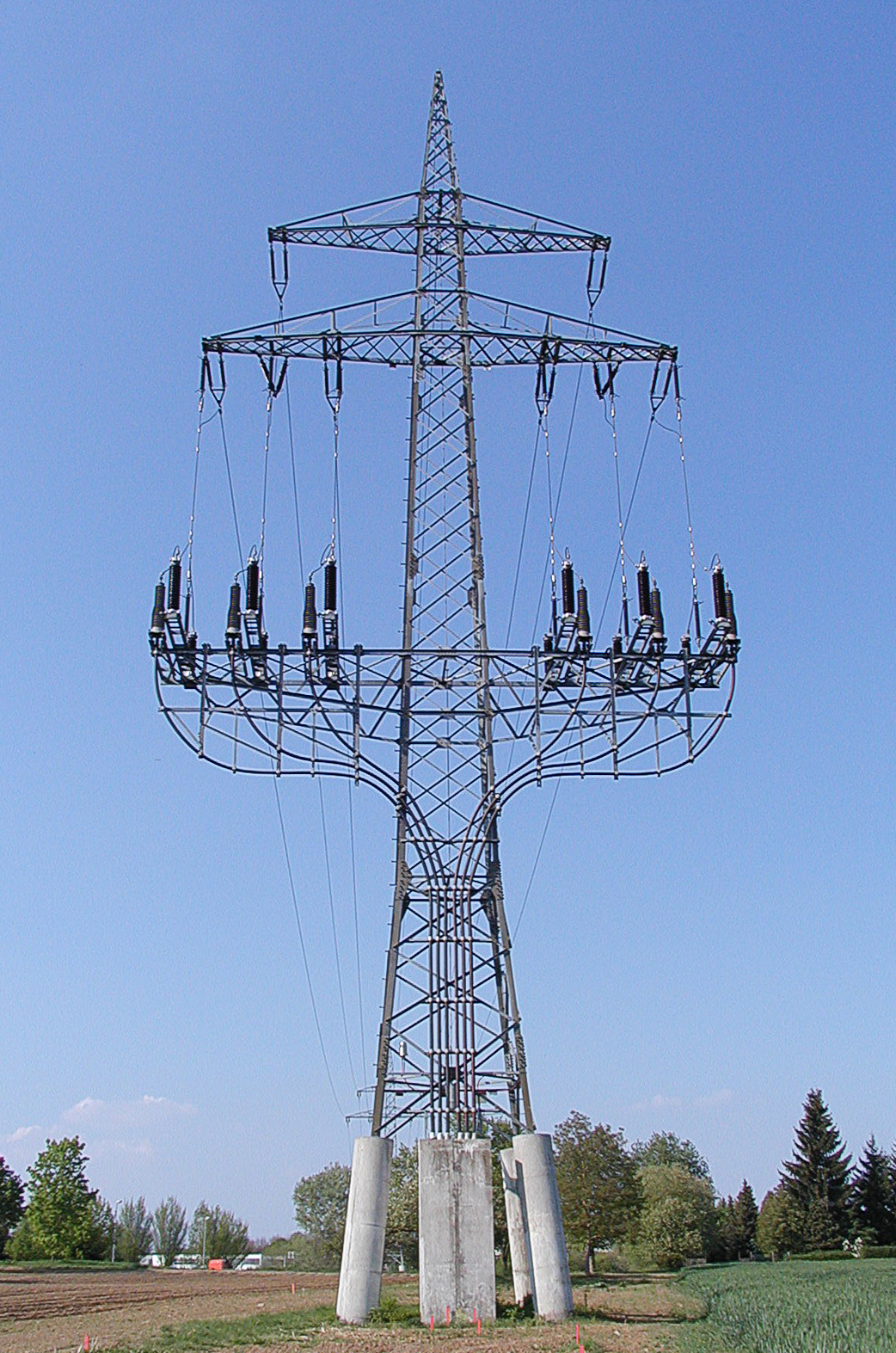
Спеціальна кінцева опора для переходу від кабельної лінії до повітряної лінії електропередач

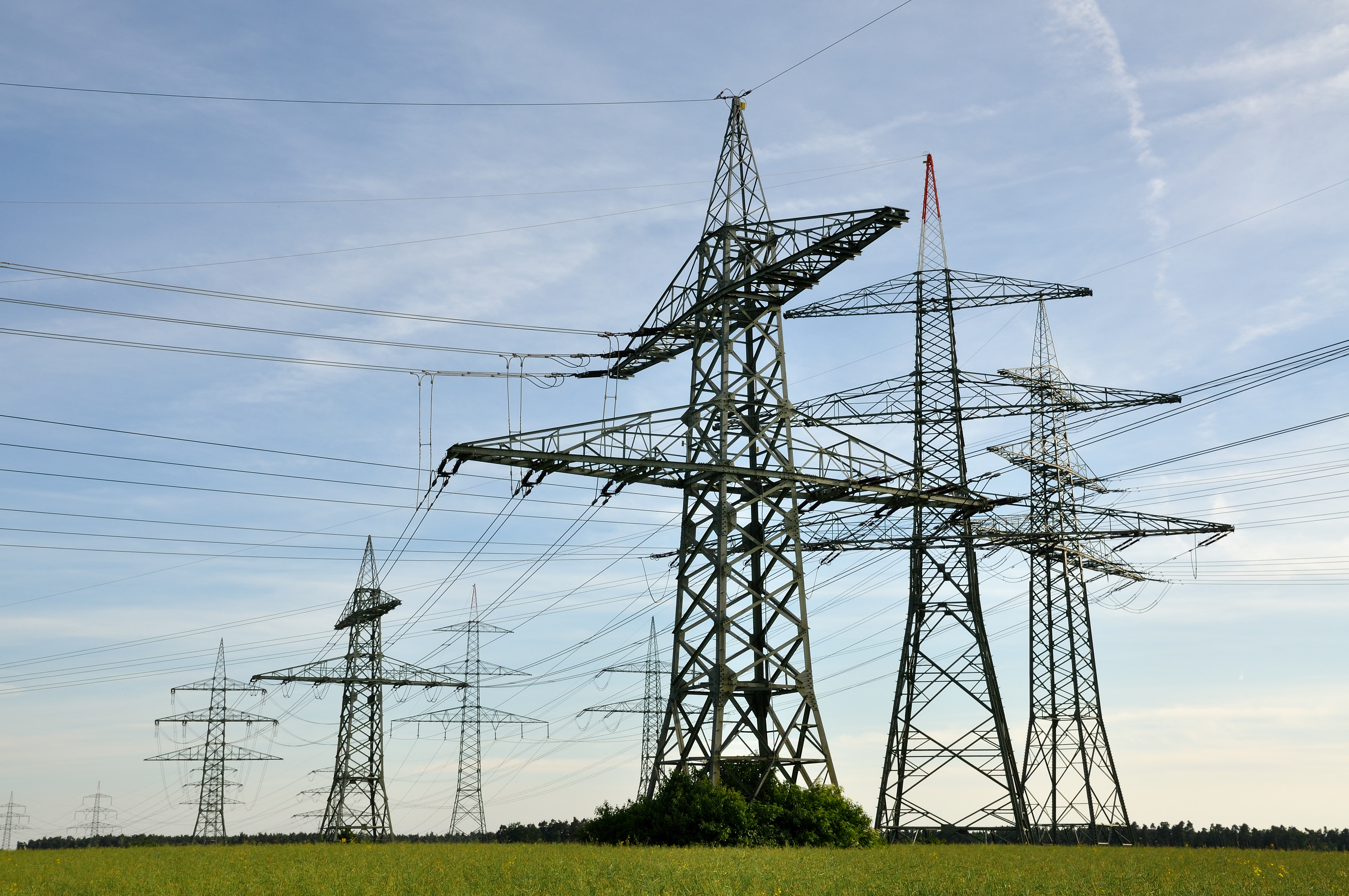
Ґратчасті металеві опори ЛЕП в Росталі, Німеччина.

Опора є основним елементом повітряної лінії електропередач. Її призначення підтримувати проводи на певній висоті від землі, а також ізолятори та арматуру для кріплення.

## Класифікація

### За призначенням
Опори за призначенням поділяють на анкерні, проміжні, перехідні й кінцеві.
- Анкерні опори забезпечують постійний натяг проводів ЛЕП. Поділяються на кінцеві, що встановлюють на початку та в кінці повітряної лінії та анкерно-кутові, що встановлюють у місцях повороту траси повітряної лінії.
- Проміжні опори забезпечують підтримання проводів між двома анкерними опорами.
- Перехідні опори використовуються для переходу траси ЛЕП через широкі річки, озера та інші перешкоди.

### Будова
Будова повітряних ліній електропередачі може мати різні форми залежно від типу лінії. Високовольтні лінії електропередач зазвичай виконуються наступними:
- Ґратчасті стальні опори
- Циліндричні стальні опори
- Бетонні опори
- Опори із пластику підвищеної міцності (їхнє застосування обмежене через високу вартість)
- Опори з дерева (застосовують у невеликих населених пунктах і сільській місцевості)

Відстань між опорами визначається розрахунком на механічну міцність залежно від перерізу, марки проводу, типу опор, швидкості вітру й наявності ожеледі. За способом встановлення опори поділяються на ті, які встановлюються безпосередньо в ґрунт та опори, які встановлюються на фундаменти (вибір відбувається за необхідним навантаженням, що має нести опора).

### За напругою
В залежності від напруги опори відрізняються розмірами і вагою. Чим більша напруга, тим вище опори, довше її траверси і більше її вага. Збільшення розмірів опори викликано необхідністю отримання необхідних відстаней від проводу до тіла опори і до землі, що відповідають ПУЕ для різних класів напруг.

## За кількістю кіл
- Одноколові
- Двоколові
- Багатоколові

|                     |
| Двоколова опора ЛЕП |

|                                     |
| Опори 110, 220 та 380 кВ біля Відня |

|                                 |
| Кінцева анкерна двоколова опора |

|                            |
| Перехідні опори над Ельбою |

|                                          |
| Незвичайна опора в кантоні Во, Швейцарія |

## Ситуація в Україні
- Для ЛЕП 0,4 кВ використовуються невеличкі залізо-бетонні опори, інколи — дерев'яні.
- Для ЛЕП 6 кВ та 10 кВ використовуються трішки вищі залізо-бетонні опори (рідко використовуються дерев'яні, ще рідше — металеві).
- Для ЛЕП 35 кВ використовуються вдвічі вищі залізо-бетонні (проміжні) та металеві опори (анкерні, проміжні) опори. Анкерно-кутовими зазвичай можуть бути металеві, значно рідше — бетонні опори на тросах, які тримають опору.
- Для ЛЕП 110 та 150 кВ використовуються ще вищі опори, з грозозахисним тросом. Як правило, проміжні — залізо-бетонні, анкері — металеві.
- Для ЛЕП 220 та 330 кВ використовують великі П-подібні залізобетонні (проміжні), та металеві (анкерні, проміжні) опори з двома грозозахисними тросами. На ЛЕП 330 кВ кожна фаза має по два проводи, так зване «розщеплення».На ЛЕП 220кВ частіше використовують прості опори , а кутовими служать спеціальні металеві опори з одним грозозахисним тросом. Розщеплення застосовують щоб зменшити втрати електроенергії. Інколи, кутовими опорами для ЛЕП 220 кВ та 330 кВ може бути трьохстійкова бетонна опора (складається з трьох бетонних опор).
- Для ЛЕП 400 кВ, 500 кВ використовуються П-подібні металеві (проміжні) опори, а на поворотах П-подібні опори з п'ятьма «ніжками». ЛЕП 400 кВ має по два проводи на кожну фазу, ЛЕП 500 кВ — по три на кожну фазу.
- Для ЛЕП 750 кВ використовуються П-подібні та V-подібні металеві (проміжні) опори. На поворотах — величезні трьохстійкові анкерно-кутові металеві опори. Кожна фаза має по чотири (інколи по п'ять) проводів на кожну фазу.
- Для ЛЕП 1150 кВ використовуються V-подібні металеві опори, а на поворотах металеві трьохстійкові опори. ЛЕП 1150 кВ має по вісім проводів на кожній фазі та чотири грозозахисні троси (В Україні ЛЕП такої напруги не існує).

|                                  |
| Проміжна металева опора ЛЕП 35кВ |

|                                |
| Анкерно-кутова опора ЛЕП 150кВ |

|                                                          |
| Трьохстійкова анкерно-кутова опора повітряної ЛЕП 750 кВ |

|  |
|  |